# Bol'šaja Širta
La Bol'šaja Širta (in russo Большая Ширта?; grande Širta) è un fiume della Russia siberiana occidentale, affluente di destra del Taz. Scorre nel Krasnosel'kupskij rajon del Circondario autonomo Jamalo-Nenec.
Nasce e scorre nella parte nord-orientale del bassopiano siberiano occidentale, piatto, paludoso e coperto dalla taiga; sfocia nel Taz nel suo medio corso, 876 km a monte della sua foce nel mare di Kara.
Nel bacino sono presenti circa 370 corsi d'acqua affluenti, i maggiori dei quali sono i fiumi Pjul'ky, Akyl'čor (lungo 126 km) e Sjal'čal'njaryjl'ky (119 km).
La Bol'šaja Širta è gelata, in media, nel periodo compreso fra la seconda metà di ottobre e la fine di maggio o i primi di giugno; a partire dalla prima metà di maggio, per circa due mesi, si ha il periodo di piena annuale.